# Euthymios Kouloucherīs
Euthymios Kouloucherīs (in greco: Ευθύμιος Κουλουχέρης; Karditsa, 10 marzo 1981) è un ex calciatore greco, di ruolo difensore.

## Carriera
Ha giocato nella prima divisione greca.

## Palmarès

### Club

#### Competizioni nazionali
- Campionato greco: 2

Olympiakos: 2004-2005, 2005-2006
- Coppa di Grecia: 2

Olympiakos: 2004-2005, 2005-2006